# Serie A 1942-1943 (pallacanestro femminile)
Il campionato di pallacanestro femminile 1942-1943 è stato il quattordicesimo organizzato in Italia, l'ultimo prima dell'interruzione bellica.
Probabilmente, la massima serie era divisa in due gironi da sei squadre. Al girone finale erano ammesse cinque società e la vincitrice era campione d'Italia. Il girone B fu vinto dalla Reyer Venezia, che poi si classificò alle spalle dei Canottieri Milano, vincitrici dello scudetto.

## Squadre partecipanti

### Girone A
- Dopolavoro Magnani, Bologna
- Dopolavoro Palmaria, Lavagna
- G.U.F. Milano
- G.U.F. Napoli
- G.U.F. Roma
- Rari Nantes Trento

### Girone B
- A.S. Reyer, Venezia
- Dopolavoro F.R.I.G.T., Torino
- G.I.L. Bergamo
- G.U.F. Udine
- R.S. Canottieri, Milano
- S.S. Bruno Mussolini, Roma

## Verdetti
- Campione d'Italia:  Canottieri Milano.

Nera Bertolini, Diana Cenni, Anna Franzoni, Sandra Maiocchi, Olga Mauri, Rosa Nicolino, Maria Pia Re, Gianna Rusconi, Gabriella Santoro, Angela Vacchini, Mina Volante. Allenatore: Giordano Roveda.